# Sven Thor
Sven Rudolf Thor, född 14 november 1910 i Uppsala domkyrkoförsamling, död 22 oktober 1989 i Vaksala församling, var en svensk tävlingscyklist.
Thor vann svenska mästerskapet på 10 km 1930–1932 och Mälaren runt 1932 samt fem svenska mästerskap i lag. Bland hans segrar märks även Skandisloppet 1934. Han var flera gånger landslagsman vid nordiska mästerskap och världsmästerskap. Han var en utmärkt allroundåkare men speciellt stark på korta distanser och i linjeloppens spurter. Han representerade till 1937 SK Fyrishof och därefter CK Uni. Han var även verksam som cykelhandlare i Alunda.